# Epiphragma illingworthi
Epiphragma illingworthi là một loài ruồi trong họ Limoniidae. Chúng phân bố ở miền Australasia.